# SV Drochtersen/Assel
SV Drochtersen/Assel is een Duitse voetbalclub uit Drochtersen in het Landkreis Stade in  Nedersaksen.
De club werd op 16 april 1977 opgericht na een fusie van  TVG Drochtersen en  VTV Assel. In het seizoen 2014/15 behaalde SV Drochtersen/Assel het kampioenschap van de Oberliga Niedersachsen en dwong daarmee promotie af naar de Regionalliga Nord. In 2016, 2018 en 2019 waren in de 1e ronde van de DFB-Pokal grote namen te gast in het Kehdinger Stadion. In 2016 en 2017 gaf dat veel spektakel omdat maar ternauwernood met 0-1 werd verloren tegen Borussia Mönchengladbach en FC Bayern München.

## Eindklasseringen
| Seizoen | Competitie                 | Niveau | Eindstand | DFB Pokal | Opmerking |
| ------- | -------------------------- | ------ | --------- | --------- | --- |
| 2001/02 | Landesliga Lüneburg        | VI     | 8         | --        | |
| 2002/03 | Landesliga Lüneburg        | VI     | 10        | --        | |
| 2003/04 | Landesliga Lüneburg        | VI     | 11        | --        | |
| 2004/05 | Landesliga Lüneburg        | VI     | 2         | --        | |
| 2005/06 | Niedersachsenliga-Ost      | V      | 12        | --        | |
| 2006/07 | Niedersachsenliga-Ost      | V      | 9         | --        | |
| 2007/08 | Niedersachsenliga-Ost      | V      | 11        | --        | Geplaatst voor de nieuwe Oberliga                                                                               |
| 2008/09 | Oberliga Niedersachsen Ost | V      | 7         | --        | |
| 2009/10 | Oberliga Niedersachsen Ost | V      | 4         | --        | Geplaatst voor de éénklassige Oberliga                                                                          |
| 2010/11 | Oberliga Niedersachsen     | V      | 17        | --        | |
| 2011/12 | Landesliga Lüneburg        | VI     | 1         | --        | |
| 2012/13 | Oberliga Niedersachsen     | V      | 5         | --        | |
| 2013/14 | Oberliga Niedersachsen     | V      | 6         | --        | |
| 2014/15 | Oberliga Niedersachsen     | V      | 1         | --        | |
| 2015/16 | Regionalliga Nord          | IV     | 4         | --        | Winnaar Niedersachsenpokal > 1. FC Germania Egestorf/Langreder: 2-0                                             |
| 2016/17 | Regionalliga Nord          | IV     | 9         | 1e ronde  | < Borussia Mönchengladbach: 0-1                                                                                 |
| 2017/18 | Regionalliga Nord          | IV     | 12        | --        | Winnaar Niedersachsenpokal > SSV Jeddeloh: 5-1                                                                  |
| 2018/19 | Regionalliga Nord          | IV     | 5         | 1e ronde  | < FC Bayern München: 0-1; Winnaar Niedersachsenpokal > SV Meppen: 1-0                                           |
| 2019/20 | Regionalliga Nord          | IV     | 4         | 1e ronde  | < FC Schalke 04: 0-5; competitie afgebroken i.v.m. coronapandemie                                               |
| 2020/21 | Regionalliga Nord          | IV     | 3         | --        | Groep Noord; competitie afgebroken i.v.m. coronapandemie; Finalist Niedersachsenpokal > SV Meppen: 2-2 (3-4 ns) |
| 2021/22 | Regionalliga Nord          | IV     | 14        | --        | 6e Groep Noord                                                                                                  |
| 2022/23 | Regionalliga Nord          | IV     | 8         | --        | |
| 2023/24 | Regionalliga Nord          | IV     | 4         | --        | |
| 2024/25 | Regionalliga Nord          | IV     | 3         | --        | |
| 2025/26 | Regionalliga Nord          | IV     | .         | --        | |